# Лицюань
Лицюа́нь (кит. упр. 礼泉, пиньинь Lǐquán) — уезд городского округа Сяньян провинции Шэньси (КНР). Изначальное название уезда означало «сладкий источник» (на его территории находился источник со сладкой водой), в 1964 году первый иероглиф названия был заменён на другой иероглиф, который имел то же самое чтение, но был гораздо проще в написании.

## История
При империи Цинь в этих местах располагался уезд Гукоу (谷口县). При империи Западная Хань он был переименован в Гухуэй (谷喙县), а при империи Восточная Хань был присоединён к уезду Чиян (池阳县).
При империи Северная Вэй в этих местах был создан уезд Нинъи (宁夷县). При империи Западная Вэй в его южной части был образован уезд Синьчжи (新畤县), а в северной — уезд Ганьцюань (甘泉县), но при империи Северная Чжоу эти уезды были вновь присоединены к уезду Нинъи.
При империи Суй в 598 году уезд Нинъи был переименован в Лицюань (醴泉县). При империи Тан в 618 году восточная часть уезда Лицюань была выделена в отдельный уезд Вэньсю (温秀县), а затем уезд Лицюань был присоединён к уезду Вэньсю. В 627 году уезд Вэньсю был расформирован, а в 636 году был вновь создан уезд Лицюань.
В 1950 году был создан Специальный район Сяньян (咸阳专区), и уезд вошёл в его состав. В 1953 году Специальный район Сяньян был расформирован, и уезд перешёл в состав Специального района Баоцзи (宝鸡专区). В 1956 году Специальный район Баоцзи был расформирован, и уезд стал подчиняться напрямую властям провинции. В 1958 году уезд Лицюань был присоединён к уезду Цяньсянь.
В 1961 году был вновь создан Специальный район Сяньян, и восстановленный в прежних границах уезд вошёл в его состав. В 1964 году в рамках кампании по упрощению иероглифов написание названия уезда было изменено с 醴泉县 на 礼泉县. В 1969 году Специальный район Сяньян был переименован в округ Сяньян (咸阳地区).
В сентябре 1983 года постановлением Госсовета КНР были расформированы округ Сяньян и город Сяньян, и образован городской округ Сяньян.

## Административное деление
Уезд делится на 1 уличный комитет и 11 посёлков.